# Coupe de Slovénie féminine de volley-ball
La Coupe de Slovénie de volley-ball féminin est une compétition qui existe depuis 1991. Elle est organisée par la Fédération Slovénie de volley-ball (Odbojkarska zveza Slovenije-OZS).

## Palmarès
| Année | Vainqueur             | Score                                                                   | Finaliste          |
| ----- | --------------------- | ----------------------------------------------------------------------- | ------------------ |
| 1992  | Paloma Branik         |                                                                         |                    |
| 1993  | Paloma Branik         |                                                                         |                    |
| 1994  | Paloma Branik         |                                                                         |                    |
| 1995  | OK Celje              | 3 - 0 (15-10, 16-14, 15-07) 1 - 3 (11-15, 15-8, 8-15, 4-15)             | OK Luka Koper      |
| 1996  | Infond Branik         | 3 - 0 (15-10, 15-4, 15-6) 3 - 1 (15-11, 15-8, 11-15, 15-9)              | OK Celje           |
| 1997  | Kemiplas Koper        | 2 - 3 (15-6, 10-15, 09-15, 15-2, 07-15) 3 - 0 (15-3, 15-12, 6-15, 15-4) | TPV Novo Mesto     |
| 1998  | Infond Branik         | 3 - 2 (15-13, 9-15, 12-15, 15-9, 15-11)                                 | OK Luka Koper      |
| 1999  | Infond Meltal         | 3 - 1 (15-3, 15-11, 15-9)                                               | OK Luka Koper      |
| 2000  | Infond Meltal         | 3 - 0 (15-16, 27-25, 25-15)                                             | OK Hit Nova Gorica |
| 2001  | Nova KBM Meltal       | 3 - 1 (25-20, 21-25, 25-20, 25-14)                                      | OK Hit Nova Gorica |
| 2002  | Nova KBM Branik       | 3 - 2 (25-16, 25-7, 20-25, 19-25, 15-11)                                | OK Hit Nova Gorica |
| 2003  | Nova KBM Branik       | 3 - 0 (25-22, 26-24, 25-14)                                             | OK Hit Nova Gorica |
| 2004  | Sladki greh Ljubljana | 3 - 0 (25-18, 25-15, 25-21)                                             | OK Hit Nova Gorica |
| 2005  | Sladki greh Ljubljana | 3 - 0 (25-21, 25-14, 25-23)                                             | OK Hit Nova Gorica |
| 2006  | OK Hit Nova Gorica    | 3 - 0 (25-10, 25-19, 25-6)                                              | Šentvid Ljubljana  |
| 2007  | OK Hit Nova Gorica    | 3 - 1 (19-25, 25-23, 25-20, 25-21)                                      | TPV Novo Mesto     |
| 2008  | OK Hit Nova Gorica    | 3 - 1 (25-20, 25-17, 18-25, 25-20)                                      | Nova KBM Branik    |
| 2009  | OK Hit Nova Gorica    | 3 - 1 (25-17, 25-16, 23-25, 25-22)                                      | Nova KBM Branik    |
| 2010  | Nova KBM Branik       | 3 - 1 (25-21, 21-25, 27-25, 25-21)                                      | OK Kamnik          |
| 2011  | Nova KBM Branik       | 3 - 2 (24-26, 25-18, 25-18, 17-25, 15-11)                               | OK Kamnik          |
| 2012  | Nova KBM Branik       | 3 - 2 (25-27, 18-25, 25-22, 25-18, 15-12)                               | OK Kamnik          |
| 2013  | Calcit Volleyball     | 3 - 1 (22-25, 25-15, 25-19, 25-15)                                      | Nova KBM Branik    |
| 2014  | Calcit Volleyball     | 3 - 1 (25-23, 20-25, 25-19, 25-23)                                      | Nova KBM Branik    |
| 2015  | Nova KBM Branik       | 3 - 0 (25-18, 25-10, 25-14)                                             | OK Luka Koper      |
| 2016  | Nova KBM Branik       | 3 - 0 (25-9, 25-14, 25-23)                                              | Calcit Volleyball  |
| 2017  | Nova KBM Branik       | 3 - 2 (25-21, 21-25, 25-23, 25-27, 15-7)                                | Calcit Volleyball  |
| 2018  | Nova KBM Branik       | 3 - 1 (25-17, 25-13, 20-25, 26-24)                                      | Calcit Volleyball  |
| 2019  | Calcit Volleyball     | 3 - 1 (19-25, 27-25, 27-25, 27-25)                                      | Nova KBM Branik    |
| 2020  | Nova KBM Branik       | 3 - 2 (25-21, 19-25, 26-24, 17-25, 17-15)                               | Calcit Volleyball  |

## Bilan par club
| Club               | Titres | Ville       | Année |
| ------------------ | ------ | ----------- | --- |
| Nova KBM Branik    | 18     | Maribor     | 1992, 1993, 1994, 1996, 1998, 1999, 2000, 2001, 2002, 2003, 2010, 2011, 2012, 2015, 2016, 2017, 2018, 2020 |
| OK Hit Nova Gorica | 4      | Nova Gorica | 2006, 2007, 2008, 2009                                                                                     |
| OK Kamnik          | 3      | Kamnik      | 2013, 2014, 2019                                                                                           |
| OK Vital Ljubljana | 2      | Ljubljana   | 2004, 2005                                                                                                 |
| OK Celje           | 1      | Celje       | 1995 |
| OK Luka Koper      | 1      | Koper       | 1997 |